# Tribano
Tribano (velenceiül Triban) település Olaszországban, Veneto régióban, Padova megyében. Lakosainak száma 4195 fő (2023. január 1.). Tribano Anguillara Veneta, Bagnoli di Sopra, Conselve, Monselice, Pozzonovo és San Pietro Viminario községekkel határos.

## Népesség
A település lakossága az elmúlt években az alábbi módon változott:
| Lakosok száma | 4385 | 4376 | 4195 |
|               | 2017 | 2018 | 2023 |